# Île Jackson (Canada)
L'île Jackson est une île de l'archipel arctique canadien au Nunavut en mer du Labrador au large de l'île de Baffin dans la région de Qikiqtaaluk.